# Iehorivka, Novoukraiinka
Iehorivka (în ucraineană Єгорівка) este un sat în comuna Sotnîțka Balka din raionul Novoukraiinka, regiunea Kirovohrad, Ucraina.

## Demografie
Componența lingvistică a localității Iehorivka
     Ucraineană (94,12%)
     Română (3,92%)
     Rusă (1,96%)
Conform recensământului din 2001, majoritatea populației localității Iehorivka era vorbitoare de ucraineană (94,12%), existând în minoritate și vorbitori de română (3,92%) și rusă (1,96%).